# 凱爾弗里 (印地安納州)
凱爾弗里（英語：Carefree）是位於美國印地安納州克勞福德縣的一個非建制地區。該地的面積和人口皆未知。

## 地理
凱爾弗里的座標為38°15′06″N 86°21′05″W / 38.25167°N 86.35139°W，而該地的平均海拔高度為231米（即758英尺）。